# Harmonie (Malerei)
Harmonie (von altgriechisch ἁρμονία harmonía, deutsch ‚Ebenmaß, Harmonie‘) bezeichnet in der Malerei ein System optisch-emotionaler Gesetzmäßigkeiten, die über den jeweiligen Zeitgeschmack und sich wandelnder Schönheitsideale hinaus als eine Grundwahrheit der Malerei aufgefasst werden. Sie bildet eine der Grundlagen der klassischen Malerei. Vergleichend mit der Musik gibt es auch in der Malerei keine anerkannte zeitlose Harmonielehre der Komposition, sondern nur systematisierte Aspekte, wie z. B. den Farbkreis oder die mathematische Perspektive.
Die Gebrüder Grimm schreiben hierzu: „Harmonie ist die Verbindung von einzelnen gleichzeitig angeschlagenen Tönen zu einem wolklingenden Ganzen, die wolthuende Anordnung der Farben und Gruppen eines Gemäldes.“ Und nach der Farbenlehre Goethes entsteht doch „die eigentliche harmonische Wirkung nur alsdann, wenn alle Farben nebeneinander im Gleichgewicht angebracht sind.“
Die ausführlichsten Untersuchungen zur Harmonie in der Bildenden Kunst stammen von Vitruv, Leonardo da Vinci und Albrecht Dürer. Der Einfluss dieser Forschungen auf die Malerei und auf andere Meister ist jedoch umstritten. Nach Michelangelo verliert man mit solchen Theorien „nur seine Zeit, die man besser auf das Malen verwende, (der Künstler) hat das richtige Maß im Auge.“ Ähnlich scheint Raffael eher eine „bestimmte Idee“ und die Natur den Zahlen Vitruvs vorzuziehen, wie auch die Antike die Proportionen ständig neu bestimmt hatte und einer „bestimmten Idee“ zu folgen suchte.
So schrieb Raffael an Castiglione: „Um eine schöne Frau zu malen, müßte ich mehr schöne Frauen sehen, und zwar unter der Bedingung, daß Ihr mir bei der Auswahl behilflich wäret; aber da es so wenig schöne Frauen und befugte Richter gibt, so bediene ich mich einer bestimmten Idee, die mir in den Sinn kommt.“

## Zur Geschichte
Erik Hornung schreibt im Jahre 1989: „Bereits in der Kunst der alten Ägypter ist alle Symmetrie als […] Teil eines umfassenderen Grundprinzips […] Doch auch dann, wenn wir eine Stele, Scheintür, Statue oder Sargdekoration betrachten, haben wir das Gefühl einer vollkommenen Symmetrie, die jedoch kaum jemals starr und leblos wirkt. (Das Paradox dieser) lebendigen Wirkung strenger Bezogenheit erklärt sich dadurch, daß nur auf den ersten Blick vollkommene Symmetrie scheint, was sich schon auf den zweiten Blick als raffinierte und wohldurchdachte Abweichung davon zu erkennen gibt. […] in der wissenschaftlichen Literatur wurden Abweichungen von Symmetrie als Fehler oder Nachlässigkeit des ägyptischen Schreibers oder Künstlers erklärt.“
Ob den altägyptischen Malern und Schreibern bereits theoretische Harmonielehren zur Seite standen, ist unbekannt. Früheste abendländische Hinweise auf solche Lehren finden sich im Harmonia-Mythos der Theogonie Hesiods. Danach ist Harmonia die Tochter des Kriegsgottes Ares und der Aphrodite; ihre Geschwister sind Phobos (die Furcht) und Deimos (der Schrecken). An diese alten Quellen knüpft sich die neben der pythagoreischen einflussreichste Harmonietheorie Heraklits: „Widerstreitendes fügt sich und Auseinanderstrebendes ergibt Harmonie und alles entsteht durch Widerspruch.“

„Die Natur strebt nach dem Entgegengesetzten und bringt hieraus und nicht aus dem Gleichen die Harmonie hervor ... Auch die Kunst bringt dies, offenbar durch Nachahmung der Natur, zustande. Die Malerei mischt auf dem Bilde die Bestandteile der weißen und schwarzen, der gelben und roten Farbe und bewirkt dadurch die Ähnlichkeit mit dem Original; die Musik mischt hohe und tiefe, lange und kurze Töne in verschiedenen Stimmen und bringt dadurch eine einheitliche Harmonie zustande ... Das gleiche spricht sich auch in dem Wort des dunklen Heraklit aus: Verbindungen sind: Ganzes - Teil, Eintracht - Zwietracht, Einklang - Mißklang und aus allem eins und aus einem alles.“

Alle konkreten Harmonielehren, welche dem Schüler direkte Handhaben geben wollen, lehrten die Anwendung bestimmter Teilungsverhältnisse. In der bildenden Kunst nicht anders als in der Musik. Das ursprüngliche Maß aller Teilung war hier aber der menschliche Leib.

„[ ein eher ideelles aber bezeichnendes Bild …] Zuerst bauten sie [die Einwanderer in Ionien] dem Apollon Panionos einen Tempel […] und nannten ihn dorischen Tempel, weil sie in den Städten der Dorer zum ersten Mal einen in dieser Art gebauten Tempel gesehen hatten. […] Als sie an diesen Tempel Säulen hatten bauen wollen, maßen sie, da sie deren Symmetrien nicht kannten und deshalb danach suchten, wie sie es fertig bringen könnten, daß (die Säulen) zum Tragen von Lasten geeignet wären und zugleich im Anblick eine bewährte Anmut böten, den Abdruck eines männlichen Fußes und setzten dieses Maß zur Höhe [des Mannes] in Beziehung. […] Dann übertrugen sie dieses Maß auf die Säule, und sie machten die Säule einschließlich des Kapitells sechsmal so hoch, wie sie den Schaft unten dick machten. So begann die dorische Säule die Proportion, die Stärke und die Anmut des männlichen Körpers an den Tempeln zu zeigen.“

Die bedeutendste antike Proportionslehre der bildenden Kunst stammt von Polyklet (5. Jh. v. Chr.). Er verfasste den heute verlorenen „Kanon“ und schuf insbesondere mit seinem Doryphoros (Speerträger) den maßgeblichen Ausdruck seiner Lehre.

„Chrysippos ist der Meinung, dass die Schönheit nicht in der Symmetria der Elemente, sondern in der der Teile liege, in der Symmetria eines Fingers zum anderen und aller Finger zur Handfläche und zum Handgelenk und dieser zur Elle und der Elle zum Oberarm und aller zu allem, wie im »Kanon« Polyklets geschrieben steht. Denn alle Symmetrien des Körpers hat uns Polyklet in seiner Schrift gelehrt; in seinem Werk hat er diese Lehre bekräftigt, indem er ein Standbild schuf gemäß den Vorschriften in seiner Abhandlung und das Standbild selbst dann »Kanon« nannte wie auch seine Schrift.“

Die Überzeugung in Proportionen oder Teilungsverhältnissen zeitlos gültige Grundlagen bildender Kunst zu finden wird in der Renaissance zugleich erneuert und relativiert. Antikekritik auf Grundlage abweichender Ergebnisse eigener Proportions-Forschung, sowohl als überhaupt ein unüberwindbares Moment der Willkür aller Proportionslehren, verstärkten die Suche nach einem übergeordneten und ungegenständlichen Sehgesetz. In Frage für ein solches Sehgesetz kam von Anfang nur die Verkürzung bzw. die Perspektive (la prospectiva).
Lange vor den Forschungen Galileis und Newtons zur Trägheit führt Leonardo da Vinci die unendliche Vielfalt der Schöpfung zurück auf ein immer gleiches Naturgesetz:

„Jeder Vorgang in der Natur wird in der kürzest möglichen Zeit und Weise ausgeführt. Jeder Antrieb strebt nach ewiger Dauer. Das beweist der Eindruck, den die Sonne im Auge des Beschauers erregt, oder den Eindruck des Klangs, den der Klöppel bei der Erschütterung der Glocke hervorruft. Jeder Eindruck strebt nach ewiger Dauer, wie es die Erscheinung der Bewegung beweist, die an dem bewegten Gegenstand haften bleibt.“

Mit der Perspektive, die ja gleichfalls alle sichtbaren Dinge einer „kürzesten Wirkung“ unterworfen darstellt – Leonardo spricht hier von der Sehpyramide –, scheint ein solches einheitliches Naturgesetz für die Optik und damit für die bildende Kunst gefunden. Aber weder von Leonardo selbst, noch in einer anderen erhaltenen Lehrschrift der Meister wurde je ein naturgesetzlicher Zusammenhang von Verkürzung (lo scorto, bzw. la prospettiva) und Zeichnung (il disegno) dargestellt. Die Verteilung von Schwarz und Weiß, bzw. die Verteilung der „Massen“ auf einem Bild im Zusammenhang mit dem Sehgesetz der Verkürzung wurde nur in der praktischen Unterweisung durch den Meister gelehrt und musste in jedem Werk neu bestimmt werden. Die Fülle der theoretischen Schriften seit der Renaissance, insbesondere die Betonung der Traktate Leonardo da Vincis, täuscht hier über große Zurückhaltung der Meister.
An dieser Stelle entstand die akademische Lehre.

„Von Licht und Schatten hängt ein großer Teil der Harmonie ab ... Die höchste Einheit der Masse oder die höchste Harmonie findet sich nur auf der Kugel, die von einem einzigen Lichte beleuchtet wird. Das höchste Licht fällt auf einen Punkt und von da aus als dem Mittelpunkt, nimmt es allmählich durch völlig zusammenhängende Grade bis zum stärksten Schatten ab. Dieses ist das Muster, an dem sich der Maler halten muß, um die vollkommene Harmonie in Licht und Schatten zu erreichen.“ Solch ideale Lehre musste in entsprechend fragwürdigen Schlussfolgerungen münden: „Also muß man nicht immer auf die höchste Harmonie arbeiten; weil sie oft das Ganze unkräftig machen würde.“

Die ersten mathematischen Untersuchungen des Lichts, bzw. die Entdeckung der Spektralfarben durch Isaac Newton, beflügelte die Suche nach den Harmoniegesetzen allein im Reich der Farben. Heraus ragt hier die Entdeckung des Farbkreises (Runge, Goethe). Danach kommt Harmonie aus den Eigenschaften der sich im Farbkreis gegenüberliegenden Farben z. B. Rot-Grün. Aber auch in diese Farblehren gehen die Grundlagen der Zeichnung nicht ein. Daher ihre sehr widersprüchliche und oft missverstandene Bedeutung in der Malerei.
Im 19. Jahrhundert tritt bei den Malern an die Stelle des Harmoniebegriffs häufig der Begriff der Logik, wie bei Eugène Delacroix.

„Man muß sich so logisch wie möglich ausdrücken. […] Malen heißt eine Harmonie unter zahlreichen Bezügen herstellen, sie in ein eigenes Tonsystem übertragen, indem man sie nach dem Gesetz einer neuen und originären Logik entwickelt. […] Es gibt eine Farbenlogik, der Maler schuldet nur ihr Gehorsam. Niemals der Logik des Gehirns, wenn er sich der ergibt, ist er verloren. Immer der Logik der Augen.“

Synonym verwendet wurde gleichfalls die Rede vom Ausdruck. Ein Werk habe keinen Ausdruck, keine Kraft, keine Logik oder keine Harmonie, meint innerhalb dieses Gebrauchs weitgehend das Gleiche. Einen modernen theoretischen Ausdruck des Harmoniebegriffs gibt Charles Baudelaire in seinem Vorwort zu den „Fleurs du Mal“. An die Zeitlosigkeit antiker Harmonielehre knüpfend spricht Baudelaire dort von: „dem unsterblichen Bedürfnis des Menschen nach Monotonie, Symmetrie und Überraschung“, zugleich aber auch von der Vergeblichkeit hier mit Belehrung Unwissende zu überzeugen.
Hauptsächliche Ergebnisse dieser Untersuchungen waren folgende Entdeckungen:
- Harmonische Proportionen, der Vitruvianische Mensch, der Goldene Schnitt
- räumliche Perspektive, klare Gestaltung von Vordergrund und Hintergrund
- Symmetrie als Gestaltungsmittel
- Farbenlehren, die Bedeutung der Primärfarben und Komplementärfarben,  Qualitäts- und Quantitätskontrast

In der abstrakten Kunst ist die Harmonielehre in der bildnerischen Gestaltung nur scheinbar weniger bedeutend als in der klassischen Periode der Malerei – im Gegenteil ist die genaue Kenntnis der Harmoniegesetze auch für den modernen Künstler wesentlich, um sie bewusst und spielerisch einsetzen beziehungsweise kontrolliert und gewollt von ihnen abweichen zu können. Die Umsetzung dieser Harmoniegesetze in der Bildkomposition entspricht demnach in etwa der Harmonik in der Musik.
Die verschiedenen Stilmittel zur Erreichung eines durchgestalteten, lebendigen und harmonischen Bildeindrucks wurden entsprechend weiterentwickelt unter Berücksichtigung der Gesetze der visuellen Wahrnehmung, insbesondere der Gestaltpsychologie, um harmonisierende oder irritierende Wirkung zu erreichen. Beispielsweise wird eine horizontale Flächenschichtung oder linienhafte Trennung (insbesondere im Querformat = Breitformat) auch im abstrakten Bild rasch als Horizont interpretiert, kontrastreichere Formen erscheinen als (verzerrte) Figuren, es können bewusst irreführend angelegte Kippfiguren oder andere Methoden der optischen Täuschung eingesetzt werden, um ein lebendig durchgestaltetes Ergebnis zu erreichen.
Als entscheidende Faktoren erkannte man außerdem:
- Die Maltechnik: die Vielzahl technischer Gestaltungsmöglichkeiten führte zur Ausbildung experimenteller Techniken wie Collagen, Frottagen und einer Reihe anderer heterogenen Mischtechniken: generell ist jedoch ein harmonischer Bildeindruck mit einer über den Bildraum gleich bleibenden, homogenen Malweise leichter zu erreichen.
- Die Farbperspektive: eine mithilfe physiologischer Untersuchungen des Sehsinnes weiterentwickelte Farbenlehre berücksichtigt die psychologische Wirkung von Simultan- und Sukzessivkontrasten, Kalt-Warm- und reinen Farbkontrasten sowie Farbige Schatten.